# 조제프 베살라
조제프 베살라(프랑스어: Joseph Bessala, 1941년 1월 1일 ~ )는 카메룬의 권투 선수이다. 1968년 하계 올림픽에서 웰터급 부문 은메달을 획득하였다.